# Power of Love – A szerelem ereje
A Power of Love egy nemzetközi társkereső reality, Magyarországon pedig a SuperTV2-n került bemutatásra.
A műsorvezetője Szorcsik Viktória volt. A műsor 2023. szeptember 11-én indult.

## Története
2023. április 25-én Fischer Gábor, a TV2 Csoport programizgatója a Digital-Media Hungary konferencián bejelentette, hogy egy új, társkereső realityt indít a SuperTV2-re. A műsor kezdési időpontját és a műsorvezetőjét 2023. augusztus 29-én jelentették be.

## A műsor menete
A párkereső valóságshowban a szereplők célja elsősorban az, hogy megtalálják a szerelmet, a fődíjat azonban nem párok nyerhetik, a műsorfolyam végén egyetlen szereplő viszi majd haza a nyereményt. Ehhez jól kell taktikázniuk, hiszen hetente esik ki és érkezik új szereplő, és szimpatikussá is kell válniuk a nézők számára, mert a kiesőről a csapat és a közönség együtt dönt majd. Egyedülálló ebben a formátumban, hogy a játékosok nem lesznek elvágva a külvilágtól, a napjaik nagy részét ugyan a stúdióban töltik, de tarthatják a kapcsolatot szeretteikkel, használhatják a telefonjukat, mindössze egyetlen szabály van: a lányok és a fiúk a forgatásokon kívül nem találkozhatnak egymással.